# Milk Morinaga
Milk Morinaga (jap. 森永 みるく Morinaga Miruku) – japońska mangaka specjalizująca się w gatunku yuri. Jej prace były publikowane w magazynach takich jak „Yuri Shimai”, „Comic Yuri Hime” i „Comic Hot Milk”. Profesjonalnie zadebiutowała jako ilustratorka dla Cobalt Bunko, imprintu dla powieści shōjo wydawnictwa Shūeisha.

## Twórczość
- Nikurashii anata e (1996–1997)
- Study After School (1997)
- Mare (1998–1999)[3]
- Milk Shell (2002)[4]
- Miłość wśród kwiatów wiśni (2003–2012)[5]
- Girl Friends (2006–2010)[6]
- Amai kuchibiru (2007)[7]
- Himitsu no Recipe (2009–2013)[8]
- Gakuen Police (2012–2014)[6]
- Ohime-sama no himitsu (2012–2015)[9]
- Hana to Hina wa hōkago (2015–2016)[10][11]
- Watashi no kawaii koneko-chan (2017–obecnie)[12]
- Neko borabu no Milk-san (2018–2019)[13]